# توماس سميث ويب
توماس سميث ويب (بالإنجليزية: Thomas Smith Webb)‏ هو كاتب أمريكي، ولد في 30 أكتوبر 1771 في بوسطن في الولايات المتحدة، وتوفي في 6 يوليو 1819 في بروفيدنس في الولايات المتحدة.